# Elvis Hitler
Elvis Hitler – amerykański zespół muzyczny grający psychobilly. Założony w 1986 roku w Detroit, rozwiązany w 1992 roku.

## Skład
- Jim Leedy (ps. Elvis Hitler) – wokal
- Damian Lang – perkusja
- Warren Defever – gitara basowa
- John Defever – gitara

## Dyskografia
- Disgraceland (1988)
- Hellbilly (1989)
- Supersadomasochisticexpialidocious (1992)